# Segerstads kyrka, Öland
Segerstads kyrka är en kyrkobyggnad i Segerstad på Öland. Den tillhör Sydölands församling i Växjö stift. Kyrkan ligger på Ölands östra sida omkring två mil från Ölands södra udde.

## Kyrkobyggnaden
En stenkyrka uppfördes i Segerstads socken på 1100-talet. Enligt en teckning av  Johannes Haquini Rhezelius  från 1634 bestod bestod  den av ett rektangulärt långhus med ett kraftigt byggt torn i öster. 1752 förlängdes långhuset åt väster och 1764 byggdes en sakristia norr om koret.
1832 fattades beslut om att bygga en ny kyrka öster om gamla kyrkans östtorn som man tänkte behålla. Men istället uppfördes en helt ny kyrka i empirestil  på den gamlas plats av byggmästare Peter Isberg. Kyrkan började byggas 1839 och invigdes 29 oktober 1843 av prosten Pehr Dahlström.
Nuvarande kyrka byggd i kalksten består av ett rektangulärt långhus med torn i väster och en utbyggd sakristia bakom den rakslutande korväggen i öster. Ovanpå torntaket är en åttakantig koppartäckt lanternin  för kyrkans båda  klockorna belägen. Äldst är  Lillklockan gjuten 1681 av Michel Bader. Storklockan göts 1862 av I P Forsberg. Lanterninens tak kröns av ett kors.
Ingångar finns vid tornets västra sida och långhusets södra sida samt vid sakristians norra sida.
Kyrkorummets innertak är täckt med ett tunnvalv av trä. De höga rundbågefönstren i tidens stil låter ljuset rikligt flöda och ger interiören som är av salkyrko karaktär   en prägel  av ljus och rymd.

## Inventarier
- Dopfunten i gotländsk kalksten är daterad till 1200-talet.
- Dopaltare med kolonetter från en äldre altaruppställning utförd av P Buschberg 1733. I dess mitt ett krucifix.[1]
- Predikstolen är byggd 1765 av Claes Wahlberg.( Var tidigare altarpredikstol med flyttades till sin nuvarande plats vid den inre restaureringen 1949-51)[1]
- Två honnörsstolar från 1916 står i koret utförda av  J. A. Gustavsson.
- Altartavlan är målad 1950 av Einar Forseth.Tavlan ingår i en altaruppställning tillkommen vid samma tid  bestående av två ådrade  kolonner som bär upp ett trekantigt överstycke. Över uppställningen en treenighetssymbol  i en strålsol.[1]
- Votivskepp som är en modell av ett barkskepp är en gåva till kyrkan 1977.
- Den slutna bänkinredning är delvis ursprunglig  med numrerade bänkdörrar.
- Orgelläktaren  med utsvängt mittstycke är samtida med kyrkan.

## Bildgalleri

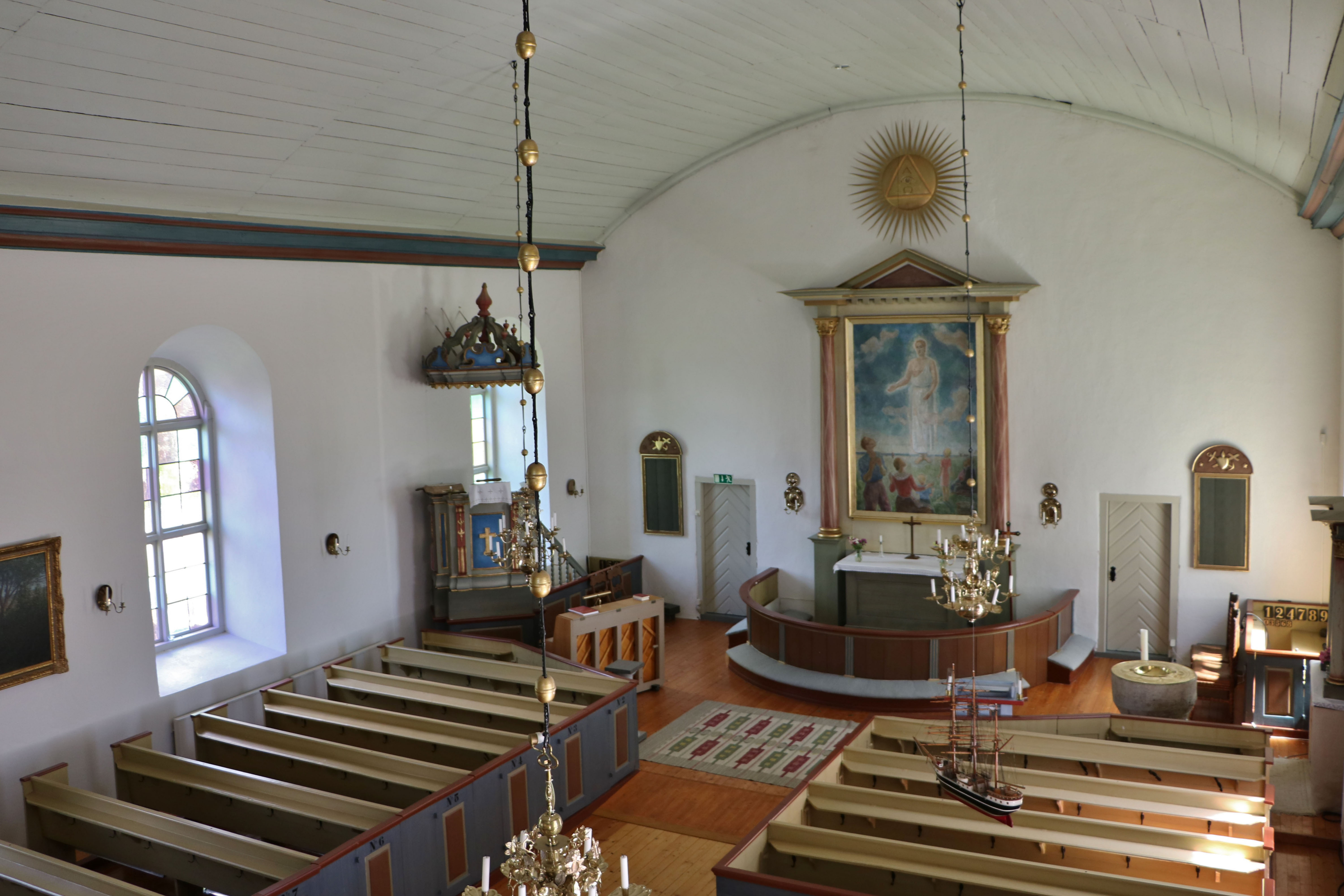
Kyrorummet från läktaren
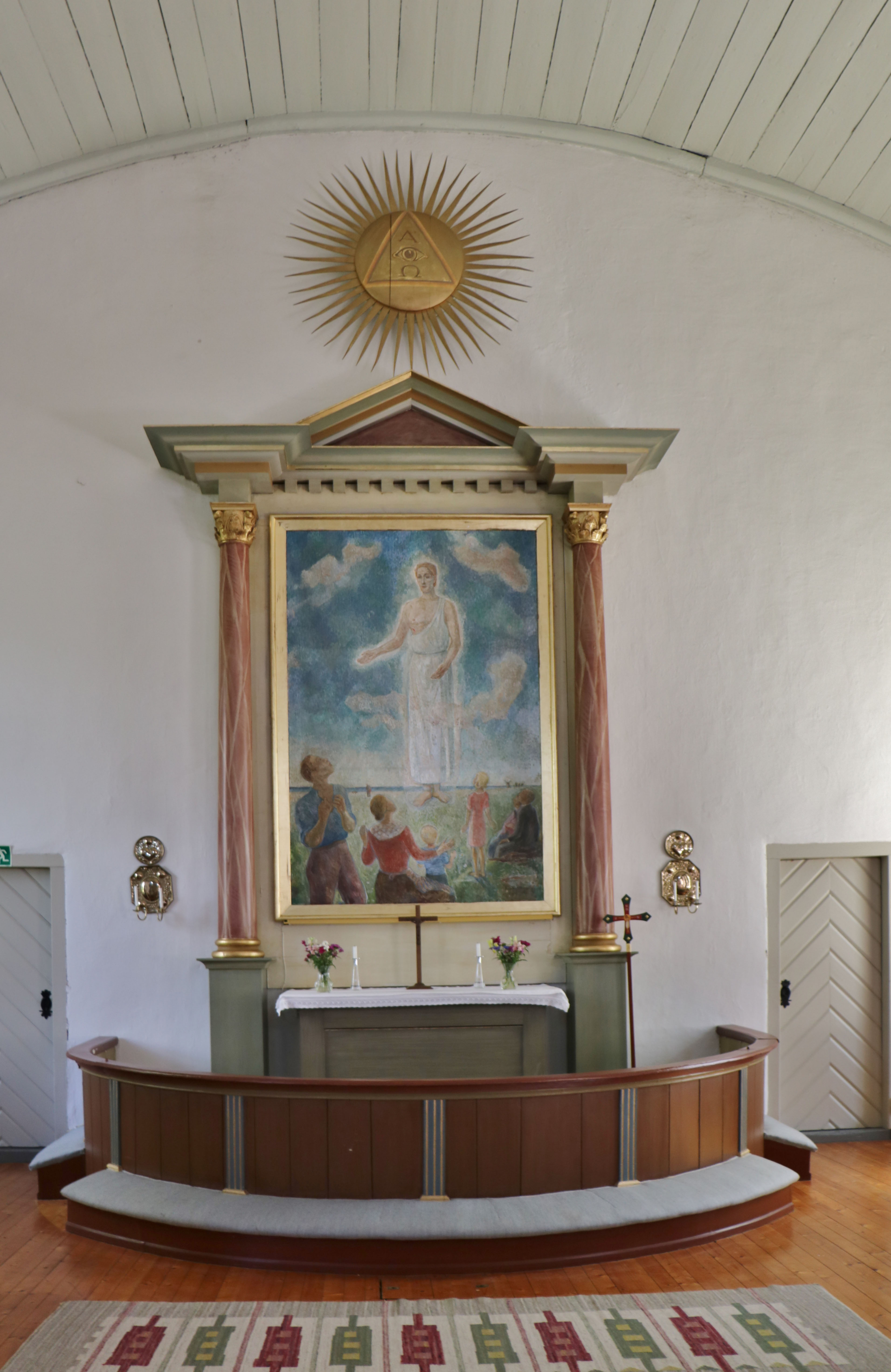
Koret
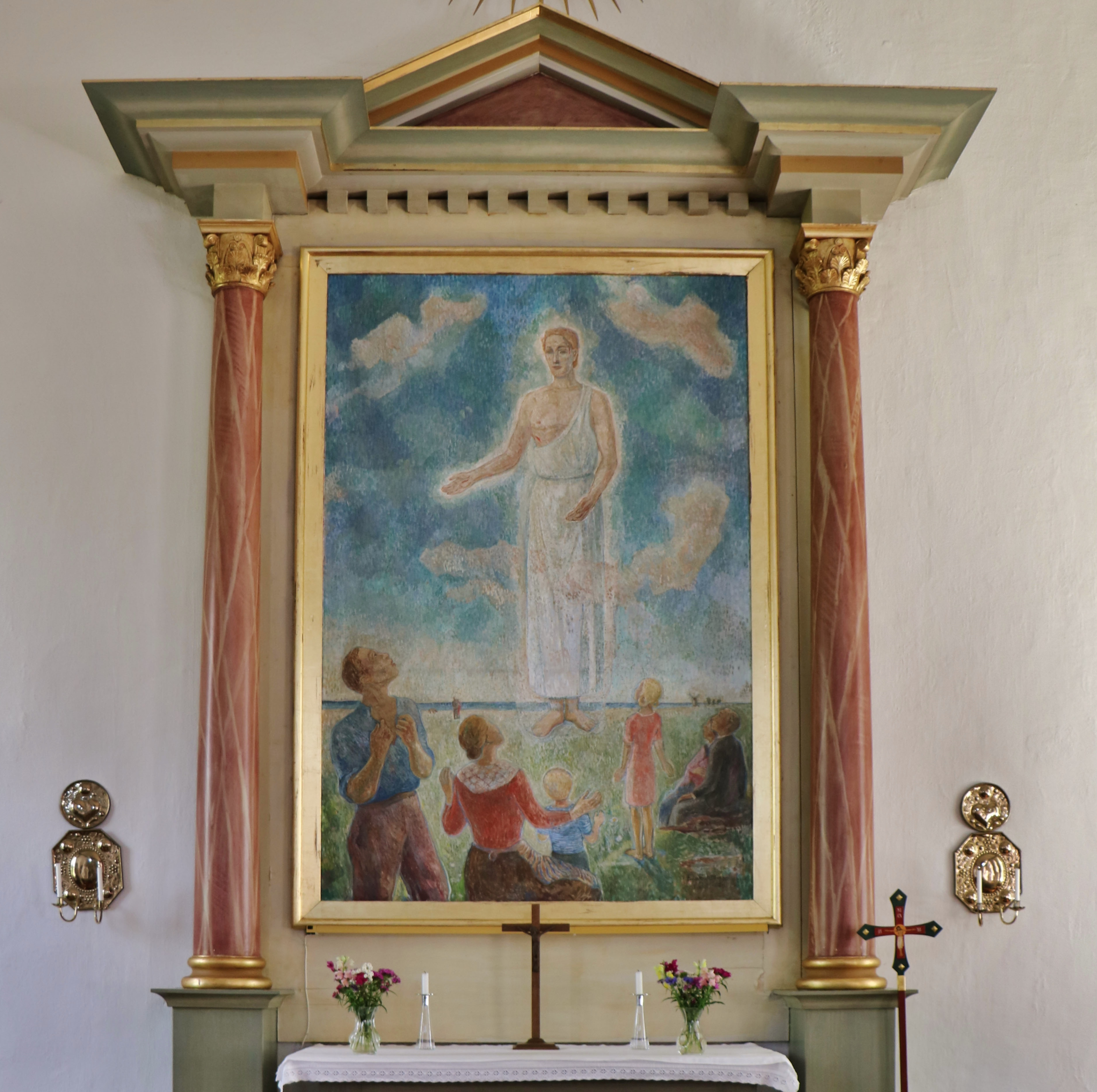
Einar Forseths altartavla
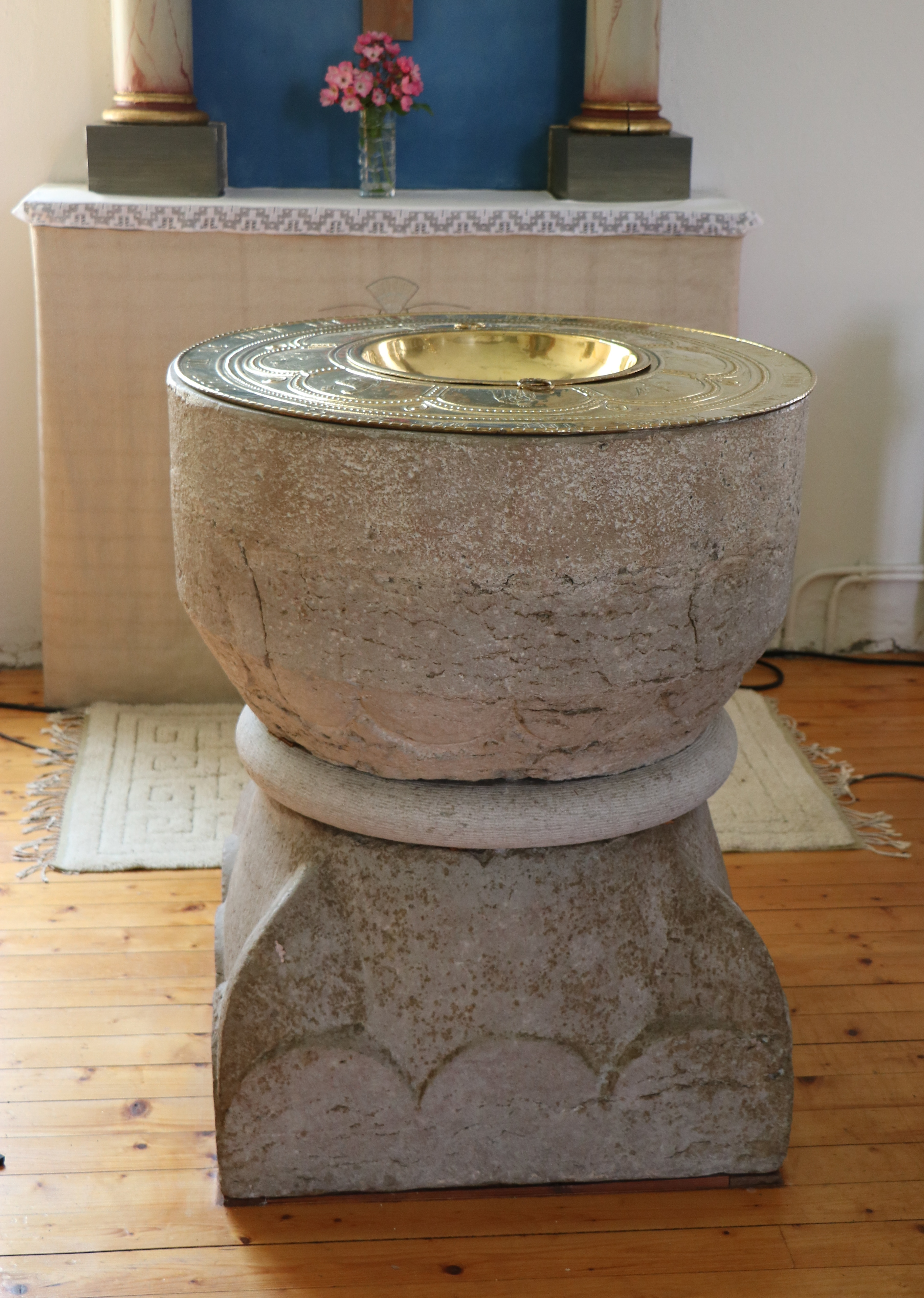
Dopfunt, 1200-Talet
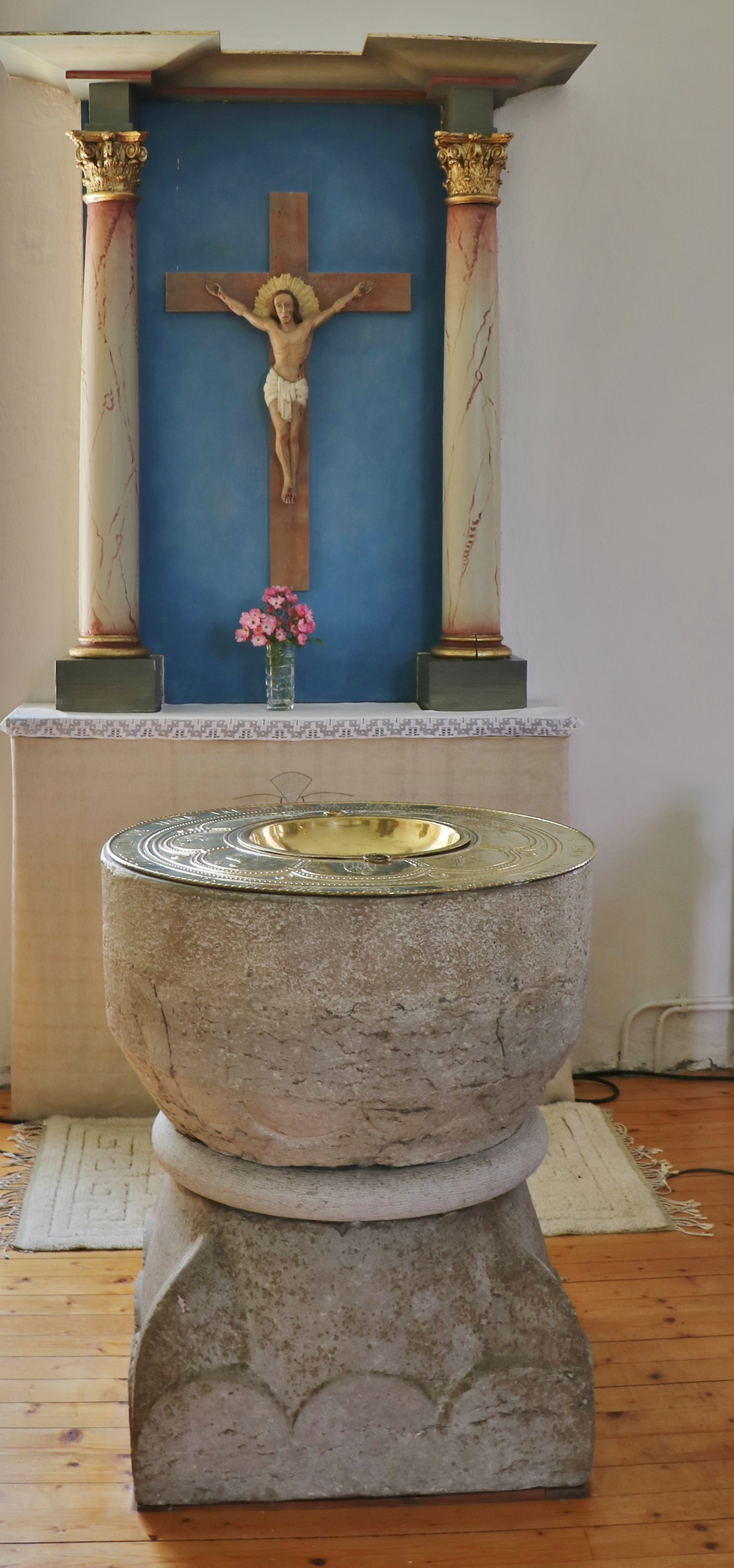
Dopaltaret
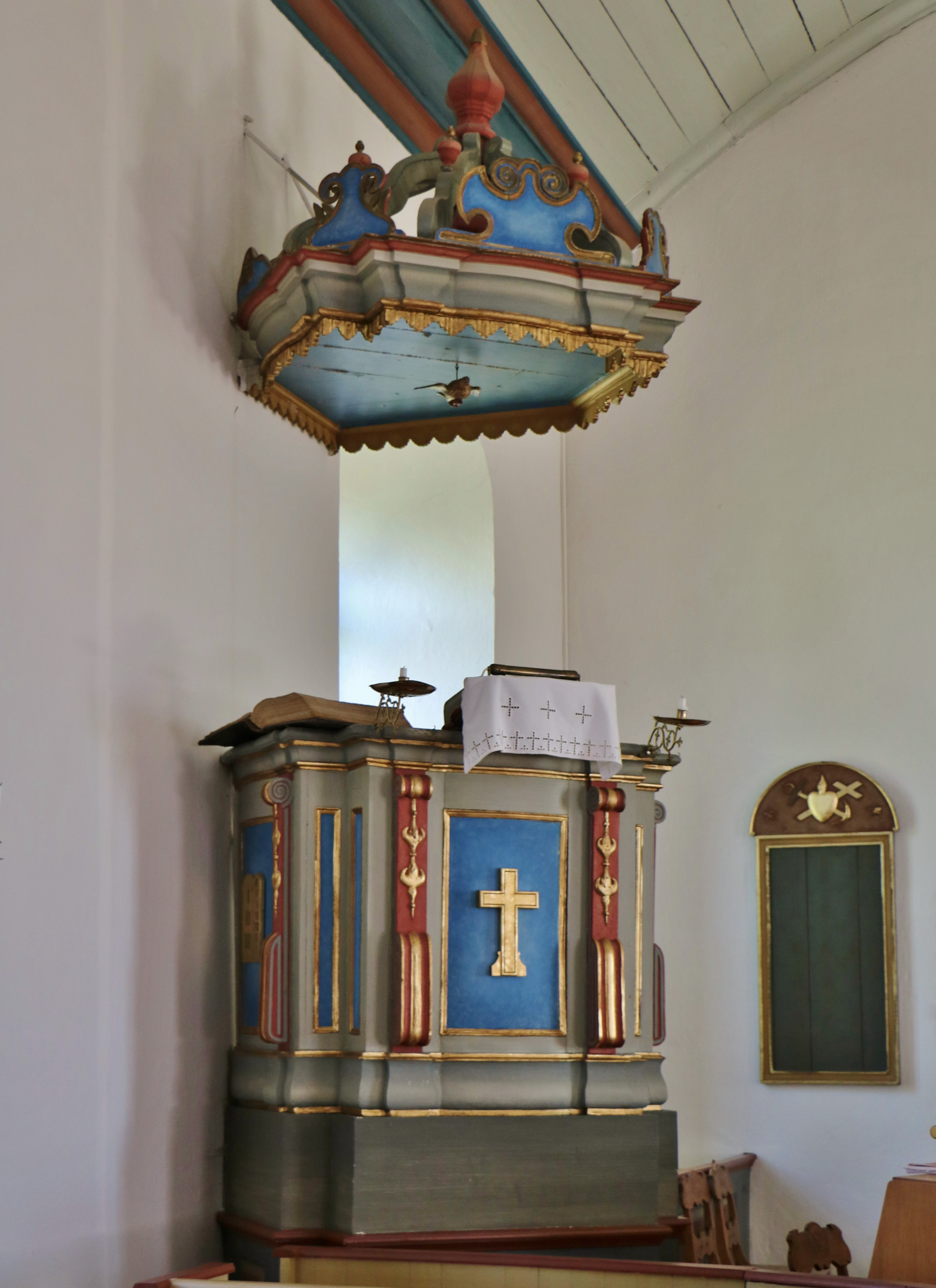
Predikstolen
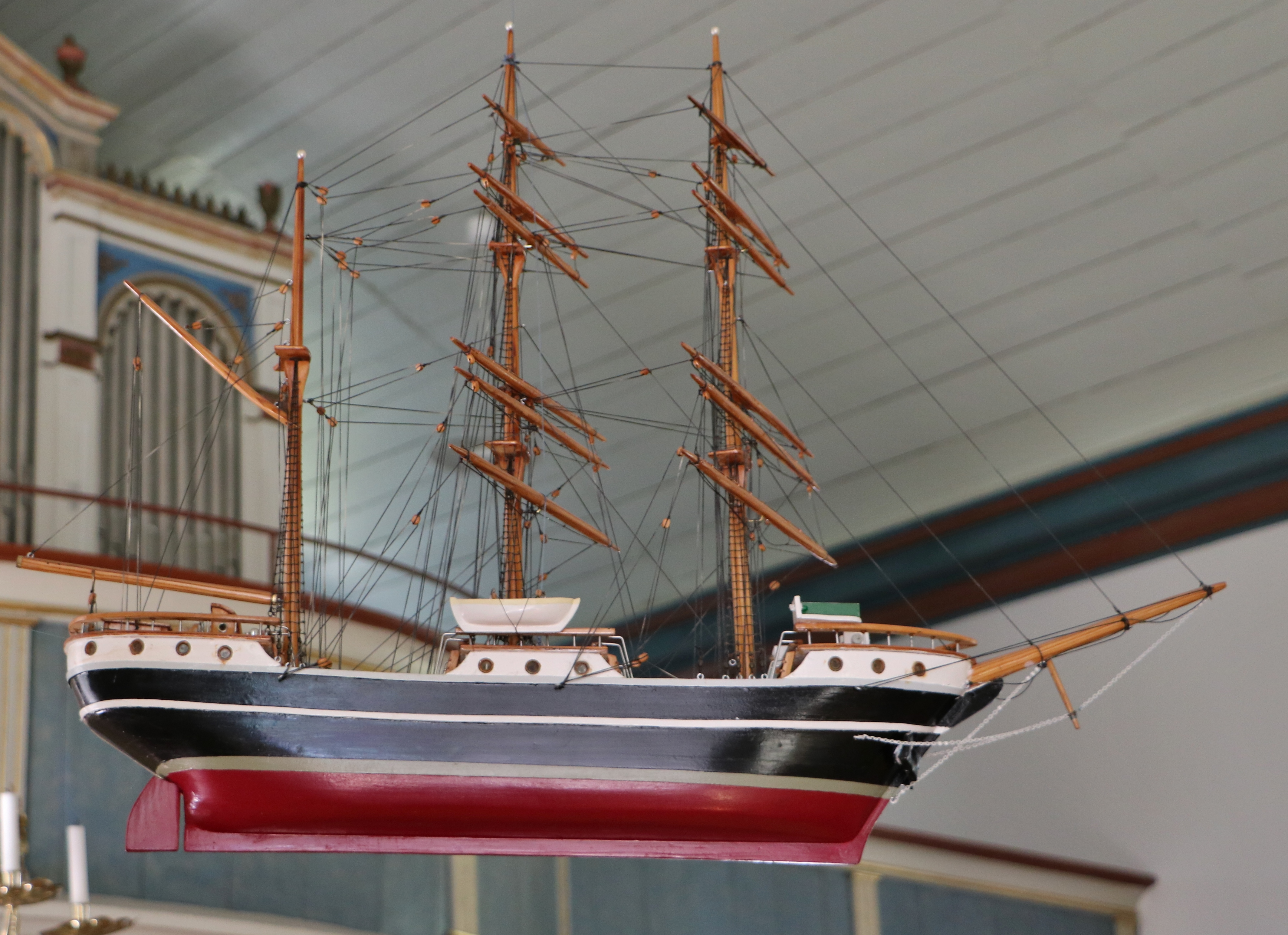
Votivskeppet
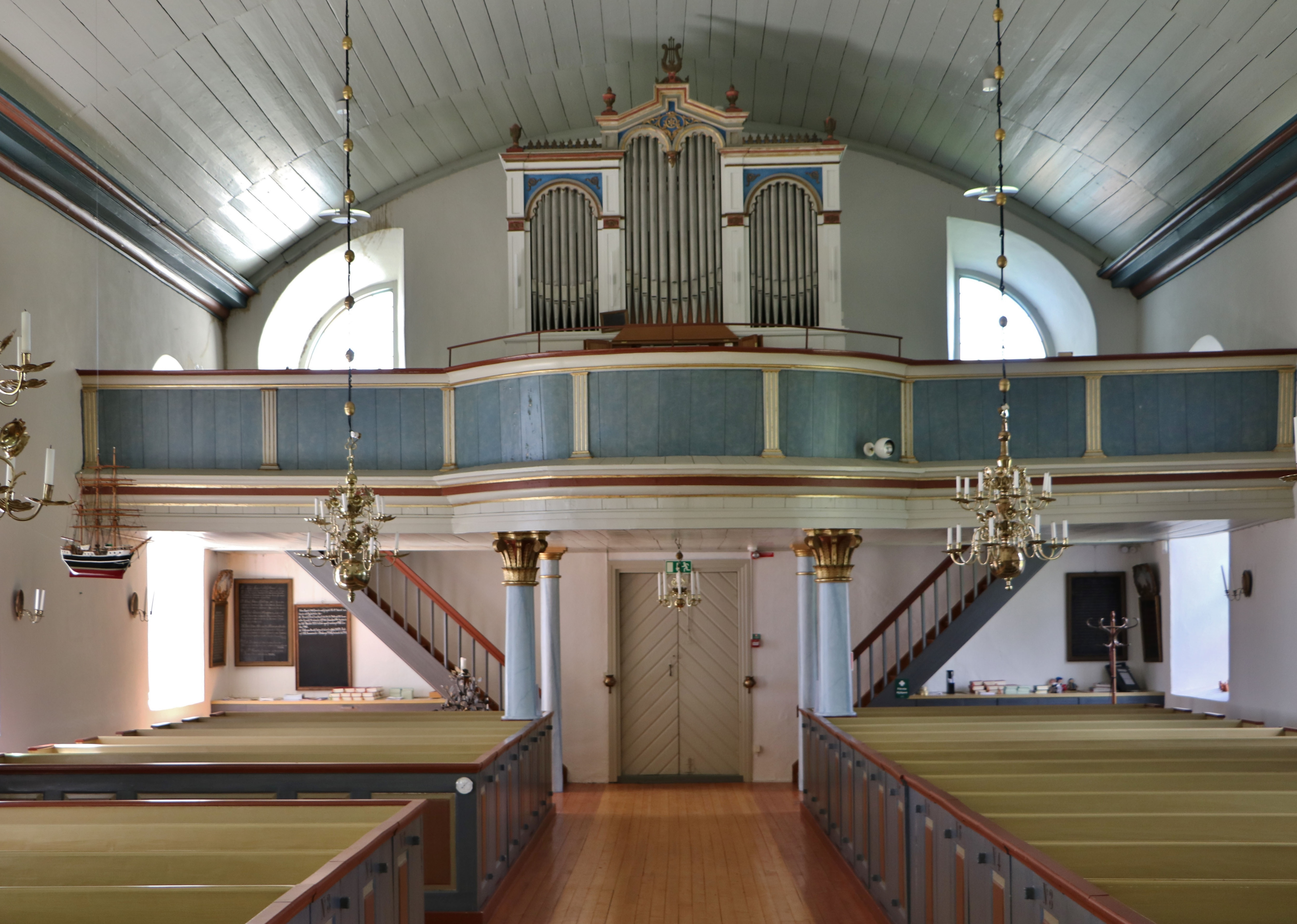
Kyrkorummet mot väster

## Orgel

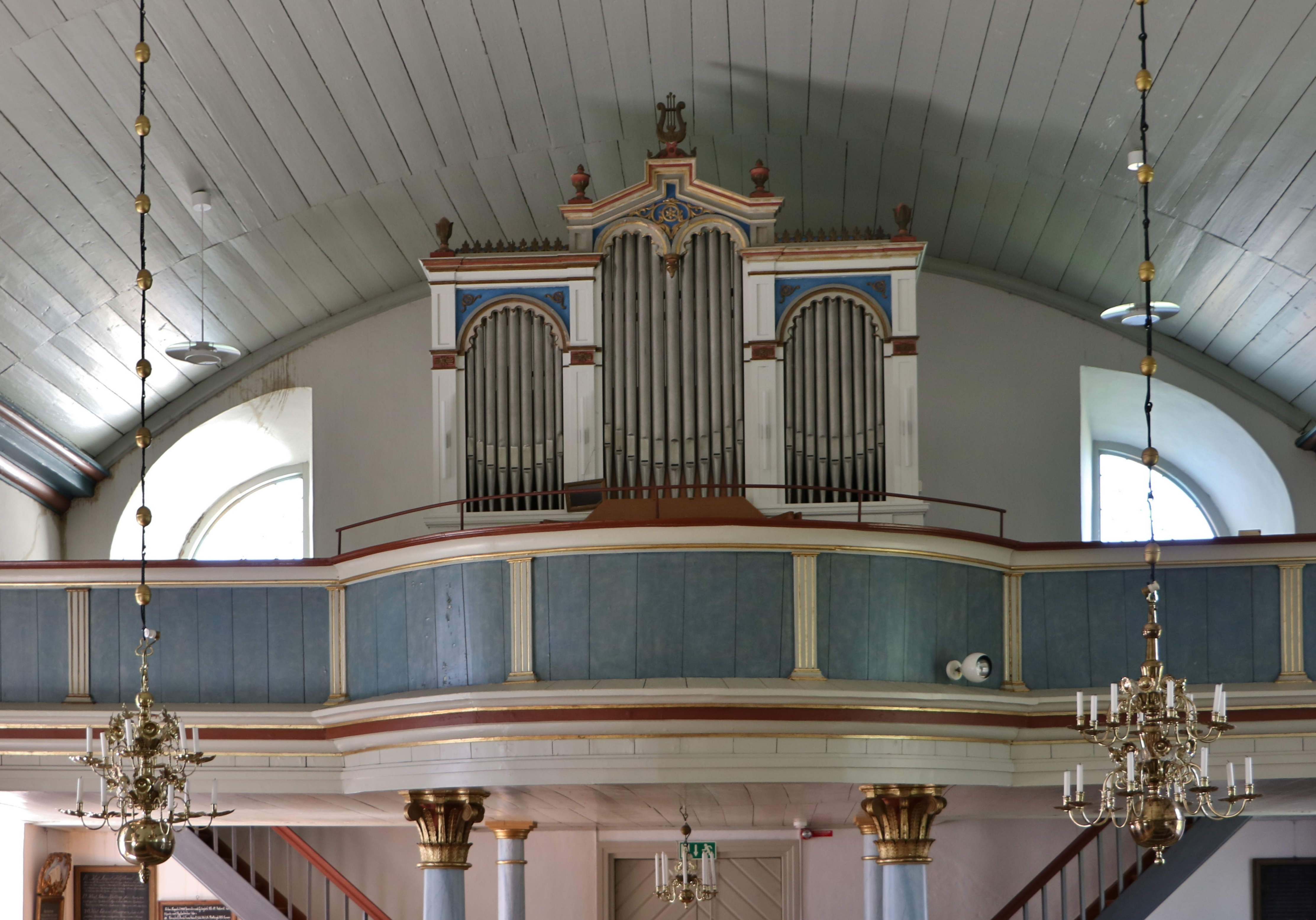
Läktarorgeln med Elfströms fasad

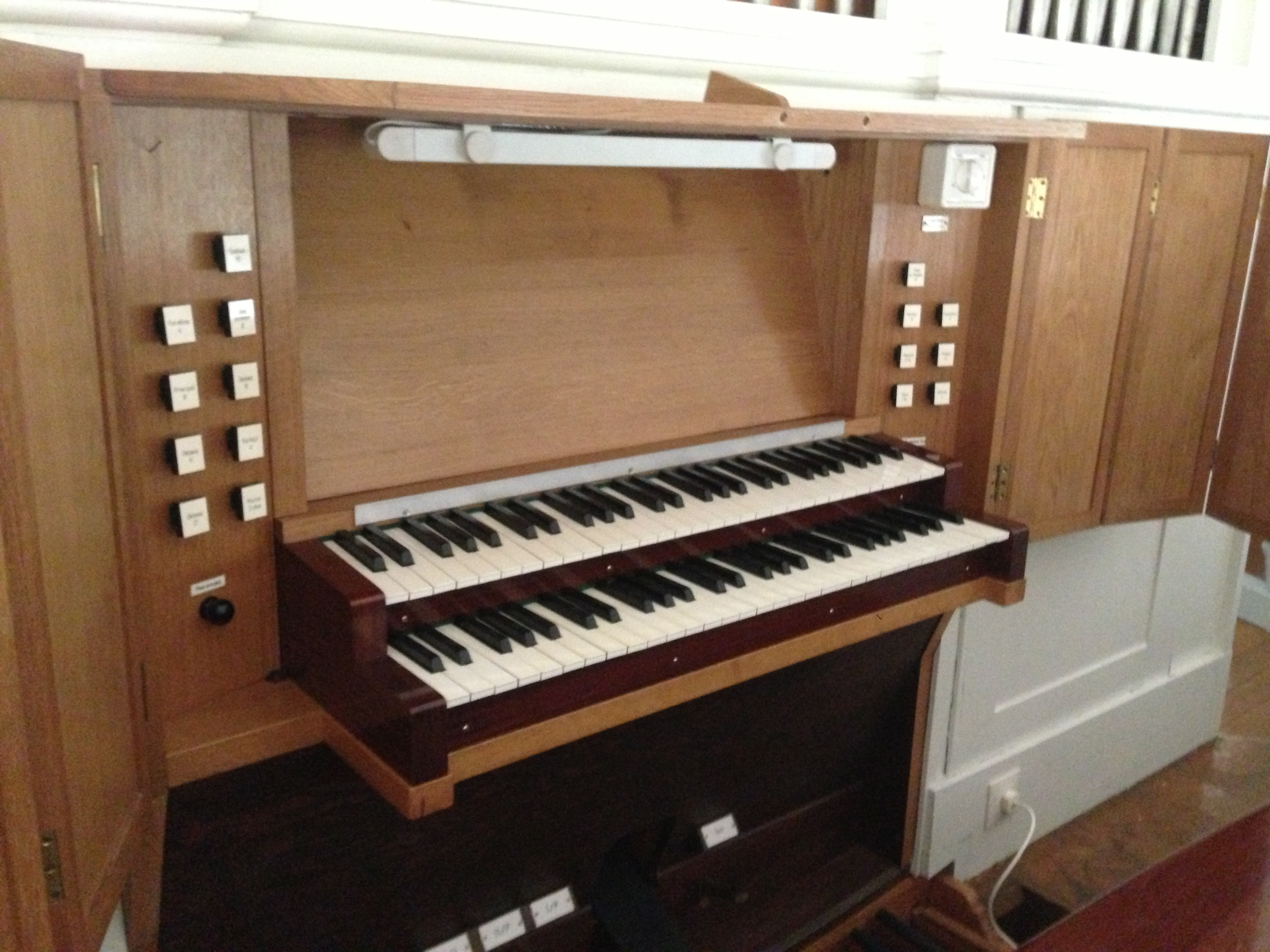
Hammarbergs spelbord

- 1881 uppförde Carl Elfström, Ljungby, ett orgelverk med sju stämmor till kostnaden 2.800 kronor. Orgeln avprovades den 22 oktober 1881 av domkyrkoorganist Anders Johan Johansson, Kalmar.[2]
- 1952 byggde Olof Hammarberg, Göteborg, en ny helpneumatisk orgel med sexton stämmor bakom Elfströms fasad.

Nuvarande disposition:
| Huvudverk (I) C-g3 | Svällverk (II) C-g3 | Pedal C-f1              | Koppel |
| Principal 8′       | Viola di gamba 8′   | Subbas 16′              | I/P    |
| Gedackt 8′         | Rörflöjt 8′         | Gedacktpommer 8′        | II/P   |
| Oktava 4′          | Gemshorn 4′         | Koralbas 4′             | II/I   |
| Rörflöjt 4′        | Nasard 2 ⅔′         |                         |        |
| Oktava 2′          | Svegel 2′           | Automatisk pedalväxling |        |
| Mixtur 3 chor      | Ters 1 ⅗′           |                         |        |
|                    | Oktava 1′           |                         |        |
|                    | Tremulant           |                         |        |
|                    | Crescendosvällare   |                         |        |